# Camilla Renschke
Camilla Renschke (née le 15 mars 1980 à Cologne) est une actrice allemande.

## Filmographie

### Cinéma
- 1998 : Kai Rabe gegen die Vatikankiller - l'amie
- 1999 : Schlaraffenland - Mary
- 2000 : Stundenhotel
- 2001 : Herz - Natalie Mertens
- 2003 : Der zehnte Sommer - Bettina Hilfers
- 2004 : Besser als Schule - Susan Steen
- 2004 : Egoshooter - Mani
- 2005 : Gisela - Biggi

### Courts-métrages
- 2002 : Jungs zum Anfassen
- 2002 : Lock Picking

### Télévision
Séries télévisées
- 1997 : Bella Block - Manuela Meng
- 1997-2018 : Tatort - Helen Reinders / Helen / Helen Lürsen (32 épisodes)
- 1998 : Le Clown - Lisa Steinrich
- 1998 : Schimanski - Andrea
- 2000 : Anke - Talkgast
- 2001 : Das Amt - Melissa Hemmer
- 2001 : Docteur Stefan Frank - Nina
- 2001 : STF - Cooky Seegler
- 2002 : Für alle Fälle Stefanie - Sarah Baumann
- 2002 : Großstadtrevier - Jenny
- 2003 : Abschnitt 40 - Räuberin
- 2003 : Vice Squad - Sybille Rombach
- 2004 : Doppelter Einsatz - Cosima Steenbeck
- 2004 : Wilde Jungs
- 2005 : Ein Fall für den Fuchs - Gaby
- 2005 : SOKO Donau - Monika Hackl
- 2005 : Soko, brigade des stups - Ina Kausch
- 2006 : Alerte Cobra - Mona Eckert
- 2006 : Die Familienanwältin - Beryll Ronfeld
- 2010 : Mick Brisgau - Yvonne Kelber
- 2010 : SOKO Köln - Nadine Unger
- 2011-2017 : SOKO Stuttgart - Jana Rühle / Simone Saalfeld
- 2016 : Bettys Diagnose - Franziska Moers
- 2018 : Pastewka - Rita

Téléfilms
- 2000 : Das Psycho-Girl - Gloria
- 2000 : Devenir belle-mère - Netti
- 2000 : Serre-moi fort!
- 2001 : Ein Vater zum Verlieben - Antonia
- 2002 : Die Mutter
- 2004 : Die Rosenzüchterin - Beatrice Shaye (jung)
- 2006 : Les enfants contre-attaquent - Kirsten Windscheid
- 2007 : Le diable dans le ventre - Maria